# تقرير ستيرن
تقرير ستيرن (بالإنجليزية: Stern Review)‏ أو تقرير ستيرن بشأن اقتصاديات تغير المناخ، هو تقرير صُدر من حكومة المملكة المتحدة في 30 أكتوبر 2006 من قِبل الاقتصادي البريطاني نيكولاس ستيرن، رئيس معهد غرانثام للبحوث بشأن تغير المناخ والبيئة في كلية لندن للاقتصاد، وكذلك رئيس مركز الاقتصاد والسياسات في مجال تغير المناخ في جامعة ليدز. ويناقش التقرير تأثير الاحترار العالمي على الاقتصاد العالمي، وعلى الرغم من أنه ليس التقرير الاقتصادي الأول عن تغير المناخ، إلا أنه من الأهمية بمكان أن يكون التقرير الأكبر والأكثر شهرة على نطاق واسع من نوعه.
يذكر التقرير أن تغير المناخ هو أعظم وأوسع نطاق غير مستوفي في السوق من أي وقت مضى، مما يمثل تحدياً فريداً للاقتصاد. ويوفر التقرير وصفات عملية وطبية بما في ذلك الضرائب البيئية للحد من الاضطرابات الاقتصادية والاجتماعية. والاستنتاج الرئيسي لتقرير ستيرن هو أن فوائد الإجراءات القوية والمبكرة بشأن تغير المناخ تفوق بكثير تكاليف عدم صرفه. ويشير الاستعراض إلى الآثار المحتملة لتغير المناخ على موارد المياه وإنتاج الأغذية والصحة والبيئة. ووفقاً للتقرير، فإنه بدون اتخاذ إجراءات، فإن التكاليف الإجمالية لتغير المناخ سوف تعادل خسارة ما لا يقل عن 5٪ من الناتج المحلي الإجمالي العالمي كل عام، سواءً في الوقت الحالي أو في المستقبل. ويمكن أن يؤدي ذلك إلى توسيع نطاق المخاطر والآثار إلى 20٪ من الناتج المحلي الإجمالي أو أكثر، إلى أجل غير مسمى أيضا. ويعتقد ستيرن أن 5-6 درجات من زيادة درجة الحرارة هو «احتمال حقيقي».
يقترح التقرير أن يُستثمر 1 في المائة من الناتج المحلي الإجمالي العالمي سنوياً لتجنب أسوأ آثار تغير المناخ. في يونيو 2008، زاد ستيرن تقدير التكلفة السنوية لتحقيق الاستقرار بين 500 و 550 جزء في المليون من ثاني أكسيد الكربون إلى 2٪ من الناتج المحلي الإجمالي لحساب تغير المناخ أسرع مما كان متوقعاً.
كان هناك ردود فعل مُختلفة على تقرير ستيرن من الاقتصاديين. وقد انتقد العديد من الاقتصاديين التقرير، على سبيل المثال، منشور كتبه بيات وآخرون. يصف التقرير بأنه «معيب للغاية». وقد دعم بعض الخبراء الاقتصاديين (مثل برادفورد ديلونغ وجون كيغين) التقرير. وانتقد آخرون جوانب تحليل اتقرير، لكنهم قالوا إن بعض استنتاجاته قد تكون مبررة على أساس أسباب أخرى.